# Zabargad
Zabargad je největší z ostrovů Mareine Park Islands v Rudém moři, podmořského parku na jihu Egypta v guvernorátu Al-Bahri al-Ahmari. V minulosti tady faraoni, Římané a v poslední době Egypťané těžili zelené minerály olivíny. Dnes je to poklidný ostrov s tyrkysovou lagunou. Povrch tohoto trojúhelníkovitého ostrova je 5 km² a dominují mu poměrně zašpičatělé pahorky. Jeho pláže přitahují želvy, které zde kladou vajíčka, potápěči je potkávají hlavně v srpnu.
Zabargad, jehož nejvyšší bod se nachází v nadmořské výšce 234 metrů, leží ve vzdálenosti 46 km jihovýchodně od Ras Banas. V minulosti nesl tento ostrov název Topazos, později se stal ostrovem svatého Jana. Dnes je již neobydlený, v místních dolech se však po celých 3 500 let těžily olivíny. Podle legendy byl ostrov zamořen hady, takže těžba drahokamu byla velice nepříjemná do doby, kdy je podnikavý faraon nechal odvézt do moře.
Ponory se uskutečňují převážně na chráněné jižní straně, kde jsou úžasné korálové sloupy navzájem spojené a propojené a vytvářejí tak malou stěnu protkanou klikatými tunely. Písčina se pozvolna svažuje do 20 m, kde začíná stěnou strmě padat dolů. Na svahu několik korálových věží, každá z nich je jedinečná.
Běžně tu spatříte pomce, klipky, kanice a murény a na písku se skrývají trnuchy modroskvrnné a ropušnice. Nad vrcholem útesu křižují kranasi a občas i tuňáci, zatímco na písčité plošině odpočívají žraloci leopardí a žraloci chůvy.
U pobřeží leží i několik vraků, jako například vrak německé potápěčské lodě Neptun. Ta se zde potopila 29. dubna 1981 poté, co ji za špatného počasí a problémy se startováním vrhlo moře na skaliska. Její zbytky leží rozptýleny na strmě se svažujícím útesu v hloubkách mezi 15 a 30 m. V západním konci jižní zátoky leží téměř neporušený vrak 70 m dlouhé ruské nákladní lodě, její historie, ale zatím zůstává neobjasněna. Údajně je tu potopený i britský parník Maidan, který zde ztroskotal v roce 1923.